# Taboo Tuesday (2005)
L’édition 2005 de Taboo Tuesday est une manifestation de catch professionnel télédiffusée et visible uniquement en paiement à la séance. L'événement, produit par la World Wrestling Entertainment (WWE), a eu lieu le 1er novembre 2005 dans la salle omnisports iPayOne Center (devenue aujourd'hui San Diego Sports Arena) à San Diego, en Californie. Il s'agit de la deuxième édition de Taboo Tuesday, pay-per-view durant lequel les spectateurs ont la possibilité de choisir les stipulations des matchs.
Huit matchs, dont quatre mettant en jeu les titres de la fédération, ont été programmés. Chacun d'entre eux est déterminé par des storylines rédigées par les scénaristes de la WWE ; soit par des rivalités survenues avant le pay-per-view, soit par des matchs de qualification en cas de rencontre pour un championnat. L'événement a mis en vedette les catcheurs des divisions Raw et SmackDown, créées en 2002 lors de la séparation du personnel de la WWE en deux promotions distinctes.
Le main event de la soirée est un Triple Threat match, match simple faisant intervenir trois catcheurs, pour le championnat de la WWE. John Cena, le champion en titre, remporte la rencontre face à Kurt Angle et Shawn Michaels. La rencontre pour le championnat intercontinental de la WWE oppose Triple H à Ric Flair dans un Steel Cage match, combat se déroulant à l'intérieur d'une grande cage en acier. Ric Flair conserve son titre en sortant le premier de la cage. Enfin, les deux seuls représentants de la division SmackDown, Rey Mysterio et Matt Hardy, défont Chris Masters et Snitsky dans un match par équipe sans enjeu.
6 000 personnes ont réservé leur place pour assister au spectacle, tandis que 174 000 personnes ont suivi la rencontre par pay-per-view. Le DVD du spectacle, sorti le 29 novembre 2005, atteint la quatrième place du classement « Billboard's DVD Sales Chart for recreational sports » lors du week-end du 24 décembre 2005. Taboo Tuesday a reçu un bilan mitigé des critiques, malgré la note de 7 sur 10 attribuée par le site Internet du Canadian Online Explorer.

## Contexte
Contrairement aux autres spectacles de la World Wrestling Entertainment, où tous les matchs et leurs modalités sont déterminés par les scénaristes de la fédération, les fans ont la possibilité de choisir les stipulations de chaque rencontre, via un système de votes, mis en place le 24 octobre 2005 sur le site de la WWE.
Cependant, si les fans ont le pouvoir de désigner les caractéristiques de chaque match, les rencontres prévues lors de ce PPV sont, quant à elles, rédigées à l'avance par les scénaristes de la WWE. Elles sont justifiées par des storylines - une rivalité avec un catcheur, la plupart du temps - ou par des qualifications survenues dans les émissions RAW et SmackDown. Tous les catcheurs possèdent un gimmick, c'est-à-dire qu'ils incarnent un personnage gentil ou méchant, qui évolue au fil des rencontres. Un pay-per-view comme Taboo Tuesday est donc un événement tournant pour les différentes storylines en cours.
Huit rencontres officielles, ainsi qu'un match non diffusé à la télé, destiné à ouvrir la compétition, sont programmés. Les championnats de la WWE sont remis en jeu lors de quatre matchs de championnat ; les autres rencontres sont des matchs sans enjeu. Les catcheurs présents lors de ce pay-per-view luttent dans la promotion WWE Raw, l'une des deux divisions créées lors de la scission des émissions télévisées de la WWE, l'autre promotion étant SmackDown.

## Résultats

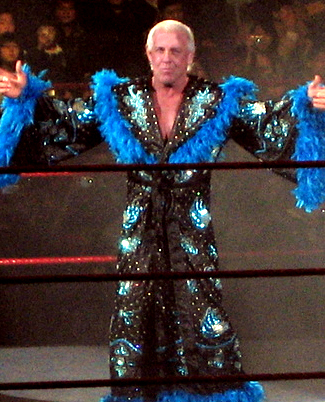
« The Nature boy » (Ric Flair) conserve son titre de champion intercontinental.

| #                                                                | Match                                                                                    | Stipulation                                                         | Durée |
| ---------------------------------------------------------------- | ---------------------------------------------------------------------------------------- | ------------------------------------------------------------------- | ----- |
| Dark                                                             | Kerwin White et Matt Striker battent Shelton Benjamin et Val Venis.                      | Match par équipe.                                                   | 02:38 |
| 1                                                                | Rey Mysterio et Matt Hardy battent Chris Masters et Snitsky.                             | Match par équipe.                                                   | 13:46 |
| 2                                                                | Eugene et Jimmy Snuka battent Rob Conway et Tyson Tomko.                                 | Match par équipe.                                                   | 06:21 |
| 3                                                                | Mankind bat Carlito.                                                                     | Match simple.                                                       | 07:22 |
| 4                                                                | Kane et The Big Show battent Lance Cade et Trevor Murdoch (c).                           | Match par équipe pour le championnat du monde par équipe.           | 07:59 |
| 5                                                                | Batista bat Jonathan Coachman (avec Vader et Goldust).                                   | Street Fight match.                                                 | 04:22 |
| 6                                                                | Trish Stratus (c) bat Ashley Massaro, Mickie James, Maria, Candice Michelle et Victoria. | Fulfill Your Fantasy Battle Royal pour le WWE Women's Championship. | 05:23 |
| 7                                                                | Ric Flair (c) bat Triple H.                                                              | Match en cage pour le championnat intercontinental.                 | 23:47 |
| 8                                                                | John Cena (c) bat Kurt Angle et Shawn Michaels.                                          | Match « triple menace » pour le championnat de la WWE.              | 16:42 |
| (c) désigne le(s) champion(s) défendant son titre dans le match. |                                                                                          |                                                                     |       |